# 가스가 (장갑순양함)
가스가(春日)는 일본 제국 해군의 군함이다. 일본 해군의 분류는 일등함 (장갑 순양함 )이었다. 가스가급 장갑순양함의 1번함이다. 가스가는 러일 전쟁에서 활약했고, 노후화로 인해 1921년 9월 1일에 해방함으로 분류가 변경되었다. 이후에는 운용 기술을 연습하는 연습선으로 운용되었다. 가스가는 태평양 전쟁이 끝나기 직전인 1945년 7월 18일 요코스카에서 공습으로 침몰했다. 함명은 가스가 산(春日山)에서 유래되었으며, 처음 이 명칭을 가진 함은 에도 시대 말기의 가스가마루였으며, 그 이름을 2대째 이어받았다.

## 개요
가스가는 아르헨티나가 이탈리아 1902년 3월 10일, 안살도 사(Ansaldo)에 발주한 주세페 가리발디급(Giuseppe Garibaldi-class) 장갑순양함 ‘리바다비아’(Rivadavia)로 기공되었다. 같은 해 10월 22일 진수한 것을 이듬해 1903년 12월 30일 일본 해군이 구입한 것이다. 1904년 1월 1일, 일본 해군은 구입한 군함 2척을 ‘가스가’와 ‘닛신’ (日進)으로 명명한다. 이날 부로 가스가와 닛신은 일등 순양함 등급으로 분류되었다. 1904년 1월 7일 가스가는 준공식을 마치고, 회항 책임을 맡은 스즈키 간타로 중좌가 2월 16일 두 척을 배를 타고 요코스카에 도착했다.
1904년 5월 15일 새벽 여순항 봉쇄 작전에 투입 중이었던 가스가는 이등 순양함 ‘요시노’와 충돌했다. 가스가의 함수 충각을 당한 ‘요시노 (吉野)’는 침몰했다. 이 사고를 당한 이후 쓰쿠바 (筑波) 이후 건조되는 일본 해군 함정은 충각을 폐지하기에 이르렀다. 또한 이날 일본 해군은 전함 2척(하쓰세, 야시마)을 러시아 해군의 기뢰에 상실했다. 8월 10일 〈황해 해전〉 참여했다. 1905년 5월 27일부터 5월 28일까지 〈쓰시마 해전〉에 참여했다. 7월 21일 제3함대 소속으로 사할린 점령 작전에 참가했다.
1914년 8월, 제1차 세계 대전에 의해 샤먼, 필리핀, 인도양, 남중국해에서 작전에 참여했다. 1917년 9월 14일, 호주 서해안에서 좌초 사고를 당했다. 1918년 1월 11일 네덜란드령 동인도(현 인도네시아) 방카 해협에서 좌초 사고를 당했다. 1920년 5월 축전 참가를 위해 미국으로 향했다. 1921년 9월 1일, 러일 전쟁 때의 주력 함정은 해방함 분류한 가스가도 일등 해방함이 된다. 1922년 9월부터 〈시베리아 출병〉에 의해 연해주 경비에 참가한다. 좌초한 미카사 (三笠)를 건져 올리는 임무에 투입되었다.
1925년 12월 1일 수상 교사가 되어 특무함 후지의 대체함으로 운용 기술 연습선이 된다. (계속해서 해방함 함적 유지) 요코스카 진수부 경비함으로 용역을 맡았다. 1929년 1월 남양 군도 병 요구 조사에 참여. 1934년 1월, 남양 군도 수프 섬의 일식 관측 활동에 참여한다. 4월 1일 해군항해학교 소속함으로 실습교육용 연습선이 된다.
1942년 7월 1일, 러일 전쟁 때부터 함적에 있었던 군함 아사마 (浅間), 아즈마, 가스가 3척을 군함 함적으로부터 제적하여 특무함으로 분류를 변경했다. 1945년 7월 18일 요코스카 공습으로 대파되어 침몰했다. 11월 30일 제적되었다.

## 갤러리

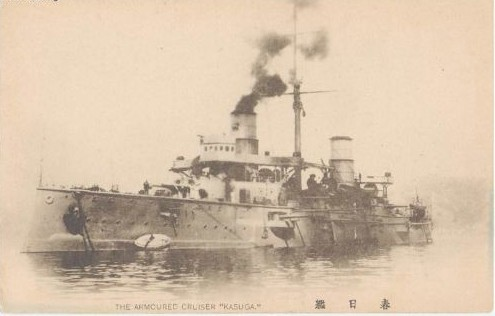
1904년의 가스가
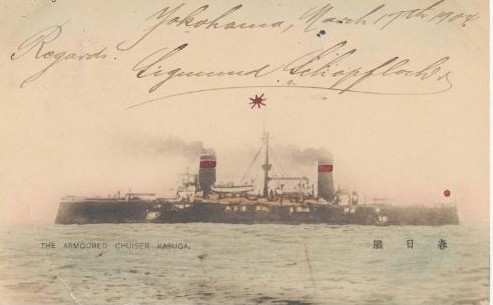
1904년의 가스가
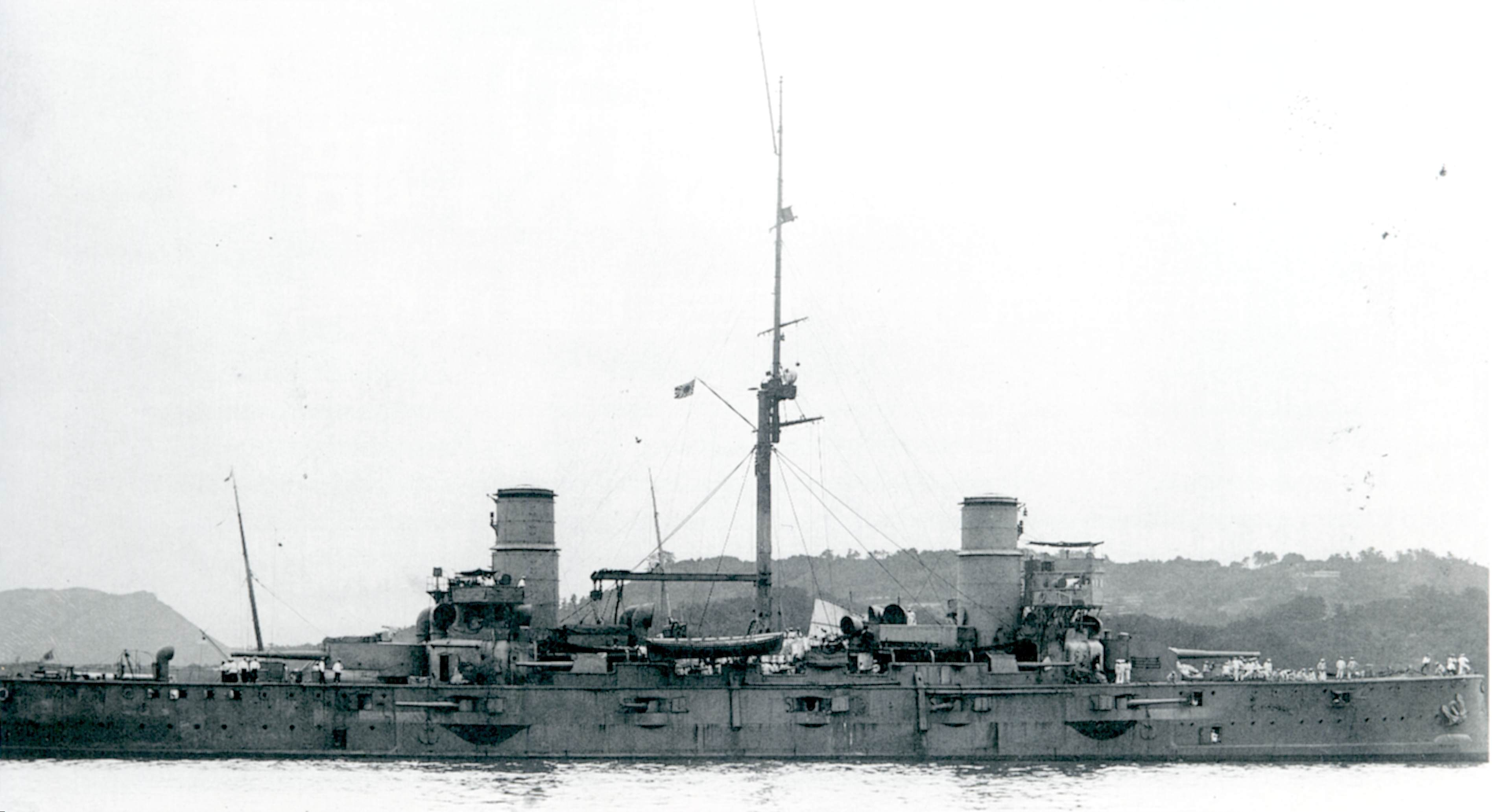
1905년 해전후의 사세보 항

## 참고 문헌
- 해군역사보존회 《일본 해군의 역사》 제7권, 9권, 10권, (第一法規出版 1995년)
- 후쿠이 시즈오 《후쿠이 시즈오 저작집》 - 군함 75년 회상기 제10권　일본 보조 함정 이야기 (광인사 1993년 12월) ISBN 4-7698-0658-2.
- 《관보》
- 일본 국립국회도서관 디지털 컬렉션
- 아시아 역사 자료 센터 (공식) (방위성 방위연구소)